# Krešimir Mićanović
Krešimir Mićanović (Brčko, 1968.), hrvatski jezikoslovac i pjesnik. 
Na Filozofskom fakultetu u Zagrebu završio je studij kroatistike i južnoslavenskih filologija. Od 1995. znanstveni je novak na Katedri za hrvatski standardni jezik zagrebačkog Filozofskog fakulteta. Doktorirao s temom Standardni jezik i problem komunikacijske kompetencije, 2004. Voditelj je Zagrebačke slavističke škole od 2009.

## Djela
- Hrvatski s naglaskom: standard i jezični varijeteti, 2006.
- Hrvatski pravopis (s L. Badurinom i I. Markovićem), Matica hrvatska, 2007.
- Dok prelazim asfalt, elektronička knjiga[2]